# Ousmane Cissokho
Mame Ousmane Cissokho (Saint-Louis, 14 gennaio 1987) è un ex calciatore senegalese, di ruolo attaccante.